# Madagascar (película de 1994)
 Madagascar  es una película dramática cubana estrenada en 1994 y dirigida por Fernando Pérez.
Este filme marcó el cambio del estilo de dirección de Fernando Pérez hacia un mayor aprovechamiento lírico del cine, de alguna forma para salir del sentido realista del documental que se aprecia en sus primeros trabajos. La película cuenta la relación y el deterioro de la relación entre una madre y su hija durante la crisis económica en Cuba, conocida como Período Especial.

## Desarrollo
Madagascar fue originalmente concebida como la primera parte de una trilogía que se titularía Pronóstico del tiempo. La producción y posproducción del tercer filme de ficción de Pérez terminó en septiembre de 1993, para esperar la preparación de las otras dos partes del trabajo: Melodrama de Rolando Díaz (1947-) y Quiéreme mucho y verás de Daniel Díaz Torres. Los tres directores habían trabajado juntos para desarrollar sus ideas para la creación del proyecto, pero al final, según Pérez, terminarían rompiendo la necesaria continuidad para ponerlos juntos. En parte como resultado de las discusiones sobre los contenidos y en parte en respuesta a los retrasos ocurridos en la producción de los filmes de Díaz y Díaz Torres, cada uno sería lanzado independientemente. Durante diciembre de 1994, Madagascar apareció por primera vez en los teatros cubanos como parte del anual Festival del Nuevo Cine Latinoamericano de La Habana.
Los creadores de la película llevaron las circunstancias de una forma admirable. La falta de recursos del ICAIC después de la caída de la Unión Soviética, los obligó a enviar los negativos por correo a Venezuela, haciendo así imposibles los dailies (el proceso de revisar lo filmado cada día para volver a filmar lo que no haya salido como lo planeado). A pesar de haber tenido que filmar “a ciegas”, Pérez ha dicho que él y su equipo no gastaron ningún recurso verdaderamente fundamental, exceptuando la gasolina. También se ha dicho que el director creyó que este sería su último filme y eso pudo haber influido en el estilo y desarrollo de la película.
Hasta la fecha, Madagascar permanece como uno de los últimos filmes que recibieron toda su producción de parte del Instituto Cubano de Arte e Industria Cinematográficos (ICAIC).

## Sinopsis[1]
Madagascar se inspiró en el relato de 1984, Beatles contra Duran Duran, de Mirta Yáñez.
La historia trata sobre la relación entre el narrador (una madre soltera y prágmatica profesora de física de mediana edad) y su hija adolescente. El filme muestra poco del texto original, el cual parece haber sido usado por Pérez como un punto de partida y una forma de "sketch" del personaje principal. Laura (Zaida Castellanos) y Laurita (Laura de la Uz) tienen cierto parecido a las protagonistas del cuento, pero la expresión y la trama diverge grandemente del mismo.
Las personalidades opuestas de los personajes es uno de los puntos principales de la narrativa, la cual deviene como un viaje psicológico. En la secuencia inicial, conocemos que Laura ha entrado en una crisis psicológica misteriosa, incrementada por el comportamiento extremista de su hija. En el monólogo, nos dice que ha perdido la habilidad de soñar cualquier cosa diferente a los que le ocurre en la vida diaria. En una de las primeras escenas, Laurita informa a su madre que se cansó de la escuela y que se está tomando un descanso de los estudios para viajar a Madagascar, proviniendo de allí el nombre del filme.

## Palmarés cinematográfico
- Premio de la Asociación Cubana de Prensa - Premio FIPRESCI - Mención Especial - Premio Especial del Jurado.
  - Premio Nacional de la Crítica, Asociación Cubana de la Prensa Cinematográfica, La Habana, Cuba, 1994.
- Festival del Nuevo Cine Latinoamericano de La Habana - Premio ARCI-NOVA.
  - Premio Especial del jurado, Festival Internacional del Nuevo Cine Latinoamericano. La Habana, Cuba, 1994.
- Festróia - Festival Internacional de Cine de Tróia - Delfín Dorado:
  - Gran Premio Golfinho de Ouro a la mejor película, Festival Internacional de Cine de Troia, Portugal, 1995.
- Gran Premio Golfinho de Prata: mejor realizador y mejor fotografía, Festival Internacional de Cine de Troia, Portugal, 1995.
- Festival Internacional de Cine de Berlín - Premio Caligari:
  - Premio Caligari (ex aequo) a la mejor película, Festival Internacional de Cine de Berlín, Alemania, 1995.
- Gran premio (ex aequo), Festival Internacional de Cine, Friburgo, Suiza, 1995.
- Premio Sol de Oro a la mejor película, Festival de Cine Ibérico y Latinoamericano. Biarritz, Francia, 1995
- Premio a la mejor interpretación femenina a Zaida Castellanos, Festival de Cine Ibérico y Latinoamericano, Biarritz, Francia, 1995.
- Festival de Cine de Sundance - Premio de Cine Latinoamericano.
  - Premio a la mejor película latinoamericana, Sundance Film Festival, Santa Mónica, California, Estados Unidos, 1995.